# Acid heptadecanoic
Acidul heptadecanoic sau margaric (cunoscut și sub denumirea de acid heptadecilic) este un acid carboxilic natural cu formula de structură restrânsă CH3-(CH2)15-COOH. Este un acid gras saturat, având 17 atomi de carbon.